# Bataille de la baie de Miyako
Guerre de Boshin

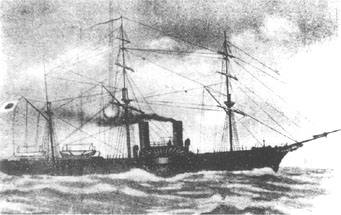
Le Kaiten fut l'acteur clé de la bataille.

La bataille de la baie de Miyako (宮古湾海戦, Miyakowan Kaisen) est une bataille navale de la guerre de Boshin au Japon. Elle s'est déroulée le 6 mai 1869 (25 mars selon le calendrier lunaire). Elle est considérée comme une partie de la bataille de Hakodate.

## Prélude
Après la bataille d'Ueno et la bataille d'Aizu, les troupes du Bakufu, fidèles à l'ancien Shogunat Tokugawa, se sont réfugiées sur l'île de Hokkaidō où elles ont fondé la république d'Ezo. La marine impériale s'est déplacée vers le nord en vue d'une éventuelle invasion de Hokkaidō.
Elle a quitté Tokyo le 9 mars 1869 et a atteint le port de Miyako, au nord de Sendaï, le 20 mars. La flotte disposait du Kōtetsu, un cuirassé de fabrication française qui avait été acheté aux États-Unis, du Kasuga, du Hiryū (lien erroné : renvoi à un porte-avions de 1939 !!!), du Teibo, du Yoshun et du Moshun. Seul le premier appartenait directement au gouvernement impérial, les autres étaient fournis par les domaines de Saga, de Chōshū et de Satsuma. Il y avait en tout huit navires : le Kōtetsu, le Kasuga, trois petites corvettes et trois navires de transport.
Se préparant à l'arrivée de la flotte impériale, les rebelles ont organisé un plan pour s'emparer du Kōtetsu, techniquement révolutionnaire, et ont dépêché trois navires de guerre pour une attaque surprise :
- le Banryu, qui contenait un corps d'élite duYugekitai (遊撃隊) ainsi qu'un ex-officier de la marine française nommé Clateau responsable de la canonnerie ;
- le Takao (anciennement nommé Aschwelotte), dirigé par Eugène Collache, un ex-officier de la marine française, qui contenait à son bord un corps d'élite du Shinkitai (伸木隊)] ;
- le Kaiten, navire amiral de la marine de la république d'Ezo. Il était dirigé par Ikunosuke Arai et contenait un corps d'élite du Shinsen Gumi commandé par Toshizō Hijikata, ainsi que le conseiller militaire français Henri Nicol. Ce-dernier avait été choisi pour l'attaque car il était originaire de Bordeaux, ville où le Kōtetsu avait été construit. De ce fait, Nicol connaissait les caractéristiques techniques de ce navire révolutionnaire.

Les bateaux ont affronté du mauvais temps. Ainsi, le Takao a souffert de problèmes de moteur et le Banryu a été séparé des deux autres. Il est finalement retourné à Hokkaidō sans participer à l'affrontement.

## La bataille
Pour créer la surprise, le Kaiten prévoyait d'entrer dans le port de Miyako avec un drapeau américain. Incapable de se déplacer à plus de 3 nœuds (5,6 km/h) à cause de ses problèmes de moteur, le Takao resta à la traîne, laissant le Kaiten engager seul le combat.
Le Kaiten s'est approché des bateaux ennemis et a élevé le drapeau de la république d'Ezo juste avant d'aborder le Kōtetsu. Il a enfoncé sa proue dans la coque de ce dernier et a ouvert le feu. Son pont s'est cependant avéré être plus haut de trois mètres que celui du Kōtetsu. Les samouraïs furent donc forcés de sauter chacun leur tour dans un filet. Retrouvant ses esprits après cette attaque surprise, l'équipage du Kōtetsu est parvenu à repousser l'abordage avec une Gatling, causant des pertes énormes aux attaquants. La majeure partie des samouraïs qui s'élançaient à l'assaut périrent ; Nicol fut touché par deux balles et le commandant Gengo Koga, responsable de l'abordage fut tué. Sa tâche échoua à l'amiral Ikunosuke Arai. Dans l'action, le Kaiten endommagea trois navires ennemis mais finalement, il dut s'enfuir sans avoir réussi à capturer le Kōtetsu.

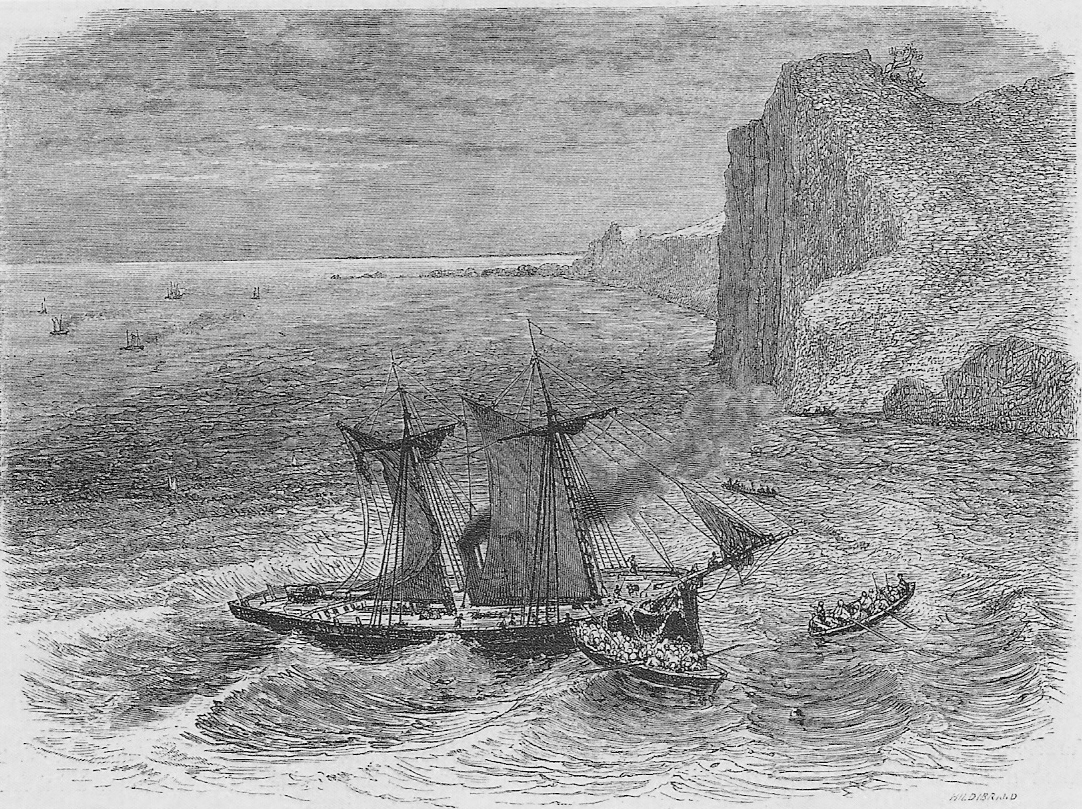
L'épave du Takao, poursuivie par la marine impériale.

Poursuivi par les vaisseaux de la marine impériale (qui avaient commencé à chauffer leurs moteurs avant même le début de la bataille), le Kaiten sortit de la baie de Miyako au moment où le Takao arriva. Il réussit par la suite à rejoindre Hokkaidō, mais le Takao était, quant à lui, trop lent pour échapper à ses poursuivants et s'est échoué à côté de la baie de Miyako. L'équipage a débarqué et a sabordé l'épave en la faisant sauter. Les 40 membres d'équipage (comprenant 30 samouraïs ainsi que l'ex-officier français Eugène Collache) sont parvenus à fuir pendant quelques jours mais se sont finalement rendus aux forces impériales. Ils ont été conduits à Tokyo, jugés puis emprisonnés. Bien que le destin des rebelles japonais soit inconnu, on sait que Collache a par la suite été pardonné et expulsé vers la France.

## Conclusion
La bataille de la baie de Miyako était une tentative audacieuse mais désespérée des forces de la république d'Ezo de neutraliser le puissant Kōtetsu. Ce fut le premier cas d'une manœuvre d'abordage au Japon. Bien que la tentative ait échoué, la perte du Takao fut négligeable. La marine impériale a poursuivi sa route vers le nord sans rencontrer de résistance et a débarqué des troupes sur Hokkaidō provoquant la bataille de Hakodate.